# Переяславське перемир'я 1649
Переяславське перемир'я 1649, Переяславська угода 1649 — угода про перемир'я між військами Гетьманщини та Речі Посполитої, укладена 24 (14) лютого 1649 в Переяславi.

## Короткі відомості
Зумовлена контрнаступом Речі Посполитої в Білорусі, Галичині, на Волині та Поділлі й селянськими повстаннями. Первісно місцем переговорів було обрано Богуслав, пізніше — Переяслав, куди представники Речі Посполитої прибули 19 (9) лютого 1649. Їх очолювали відомі дипломати Адам Кисіль та Войцех М'ясковський, який блискуче описав хід переговорів у своєму звіті та низці листів. У складі делегації були також кн. Захарій Четвертинський, Микола Кисіль (брат керівника посольства), Бжозовський; з укр. сторони переговори вели Богдан Хмельницький і кілька полковників, серед яких джерела вирізняють Филона Джалалія. У той час у Переяславі були присутні також посли Московської держави й Трансильванського князівства, яких гетьман умисно запросив до Переяслава для демонстрації дипломатам Речі Посполитої своєї сили й авторитету. 20 (10) лютого А. Кисіль урочисто передав від імені польського короля Яна II Казимира Ваза Б.Хмельницькому гетьманські клейноди (булаву й прапор), що означало офіційне визнання Річчю Посполитою його гетьманської влади. У ході переговорів Б. Хмельницький висунув широку державотворчу програму, яка передбачала створення Української держави на всіх етнічних українських землях. Але з низки причин, насамперед через контрнаступ військ Речі Посполитої на початку 1649, умови перемир'я, висунуті українською стороною, були скромнішими, зокрема, кордон мав пролягати тільки по річках Горинь і Прип'ять. Укладалося перемир'я приблизно на 3 місяці до Зелених свят, тобто до свята Троїці за старим стилем. Вимагалося ліквідувати унію, забезпечити київському православному митрополиту місце в сенаті Речі Посполитої, а посаду київського воєводи закріпити за православними, видачі Б.Хмельницькому Д. Чаплинського, виключення князя Єремії Вишневецького з числа кандидатів на посаду коронного гетьмана тощо. Приблизно такі ж вимоги були викладені і в листі Війська Запорозького до короля від 24 (14) лютого 1649.
Умови Переяславського перемир'я були компромісними. Б. Хмельницький відверто визнав перед представниками Речі Посполитої неминучість війни, якщо через 3 місяці переговори не буде продовжено і задоволено принципові вимоги повстанців. Перемир'я було успіхом української дипломатії, забезпечило час для підготовки переможної кампанії 1649-го і сприяло зміцненню та розбудові Української держави.